# Argosz (pásztor)

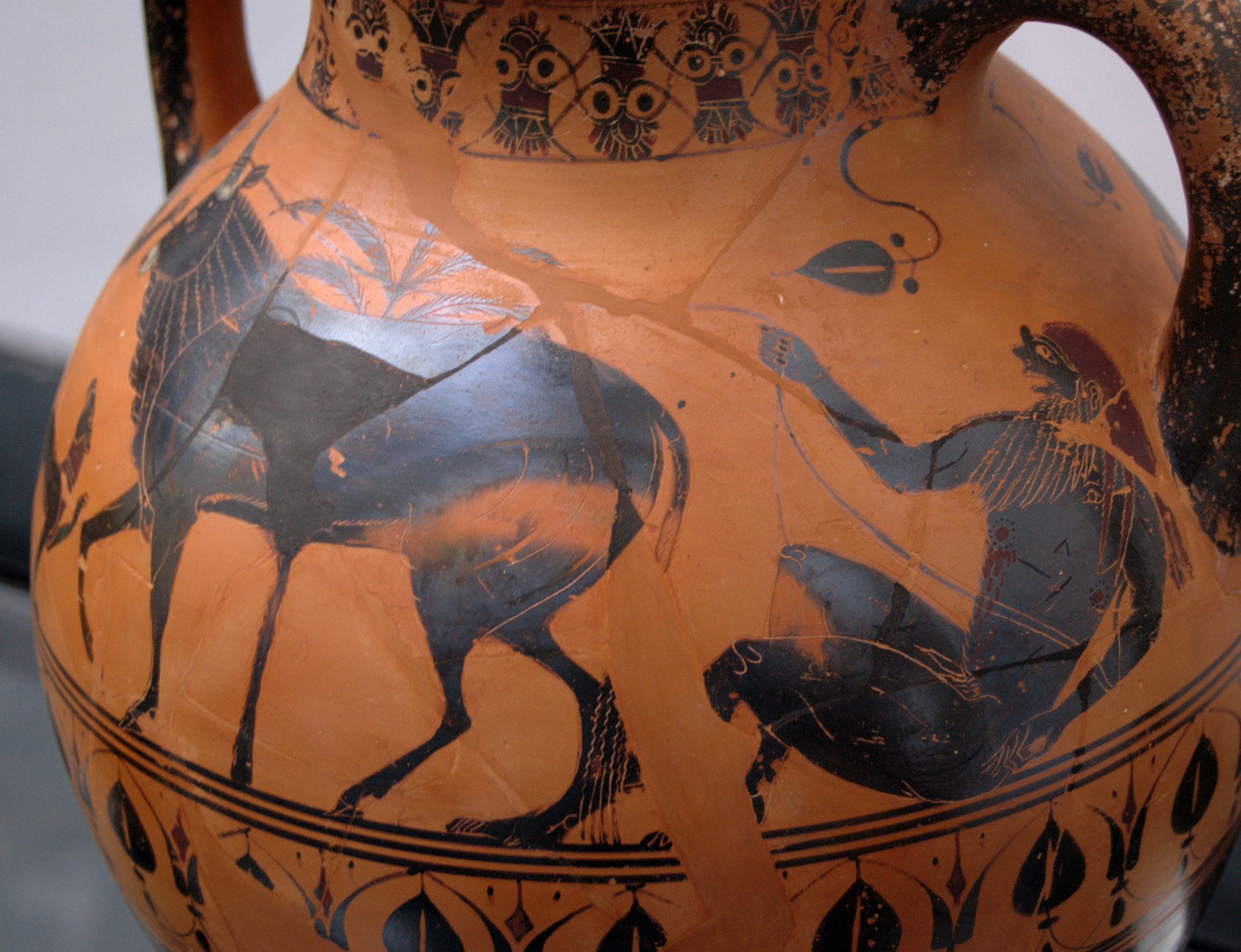
Az üszővé változtatott Ió és Argosz, vázakép Kr. e. 540-530 körül

Argosz (a mindenlátó) Inakhosz fia, százszemű óriás pásztor volt a görög mitológiában. Hazáját, Árkádiát többször is megmentette a pusztulástól, hála sok szemének, amelyekkel éberen tudott figyelni. Történt egyszer, hogy Zeusz beleszeretett Ióba, amiről azonban Héra tudomást szerzett, és bosszút akart állni Ión. Zeusz, hogy megvédje kedvesét, üszővé változtatta. Ám Héra elragadta Iót, és Argosz őrizetére bízta, hogy Zeusz nehogy a közelébe férkőzzön. Ám Hermész Zeusz utasítására édes énekével elaltatta és álmában leszúrta az óriást. Ekkor megjelent Zeusz, és Ióval Egyiptomba ment, ahol visszaváltoztatta üszőből emberré, és végre egymáséi lehettek.
Héra megtalálta Argosz holttestét, és hogy tette örök emlék maradjon, szemeit felrakta szent állata, a páva faroktollára.
Az óriás latin nevének (Argus) magyaros változatából származik az "árgus szemekkel figyel" szólásunk.